# دانیلو لارانگیرا
دانیلو لارانگیرا (به پرتغالی: Danilo Larangeira) مدافع اهل برزیل است که در شهر سائو برناردو دو کامپو و در تاریخ ۱۰ مهٔ ۱۹۸۴ به دنیا آمده‌است.
دانیلو لارانگیرا در تیم‌های فوتبال Paulista سابقهٔ حضور دارد.